# Ruth Larson
Ruth Ingeborg Larson, född 14 januari 1911 i Tanum i Göteborgs och Bohus län, död där 21 juni 1996, var en svensk målare.
Hon var dotter till handlaren Hans Larson och Klara Kristensson. Larson studerade vid Otte Skölds målarskola i Stockholm 1947 och 1949 samt vid Académie de la Grande Chaumière 1951 och för André Lhote 1953 samt vid Pernbys målarskola 1955 och under studieresor till Korsika och Jugoslavien. Hennes konst består av stilleben och figurer i olja eller pastell.